# Скалистая ласточка
Скалистая ласточка, или обыкновенная скалистая ласточка, или горная ласточка (лат. Ptyonoprogne rupestris), — вид небольших воробьиных птиц из семейства ласточковых (Hirundinidae).

## Описание
Внешне похожа на береговую ласточку, только немного больше. Эта ласточка почти всегда держится вблизи скальных стен и очень редко высоко в воздухе. Нижняя сторона коричневатая. Полоса на груди отсутствует. Размах крыльев около 26 см.

## Распространение
Скальная ласточка живёт в южной Европе в скальных стенах, ущельях, мостах и туннелях у воды. В Северном Тироле скальная ласточка всё больше заселяет здания, такие как отели, частные дома, деревенские дома и гумно. Предпочитаемое место для гнезда — это обрешетина крыши дома. Таким образом скальная ласточка, как когда-то деревенская и городская ласточки, становится всё больше гемерофилом. Многие скальные стены в Северном Тироле, которые являлись местом гнездования, уже покинуты. Похожие тенденции наблюдаются в Швейцарии и Южном Тироле.

## Размножение
Места гнездовий расположены на защищённых от ветра, сухих и часто освещаемых солнцем скальных стенах. В Северных и Восточных Альпах места гнездовий часто расположены низко над широкой долиной, в Западных и Южных Альпах высоко над долиной. Обычно птицы избегают выходящие на север и запад стены. Чаще для Альп характерны небольшие колонии от 2-х до 5 гнездящихся пар. Места гнездовий с количеством более чем 15 гнездящихся пар представляют исключения.
Период гнездования проходит между маем и июлем. Скальные ласточки частично прибывают на свои места гнездовий уже в конце февраля. При наличии благоприятных климатических условий в год происходит 2 кладки. И тогда забота о выводке может тянуться до начала октября. Гнездо представляет собой чашу из глины и слюны под выступающей скалой, на домах предпочтительнее на обрешетине или под коньком крыши, даже на оживлённы улицах. Ещё во время выведения птенцов в гнезде производятся починка и обновления. В отличие от городской ласточки, гнездо как и у деревенской ласточки, открыто сверху. В кладке от 2 до 5 яиц. Интервал кладки составляет один день. Яйца продолговатые, эллиптической формы. Они белые с редкими красными и серыми пятнами, которые сконцентрированы чаще на тупом конце. Продолжительность высиживания составляет от 14 до 15 дней. Высиживает кладку преимущественно самка, которую самец не кормит. Выводковый период составляет от 24 до 28 дней. Птенцов после вылета из гнезда выкармливают ещё следующие 14 дней.

## Питание
Скальные ласточки питаются летающими насекомыми, ловят которых в воздухе.